# Fluithazen
Fluithazen of pika's (Ochotona) zijn het enige nog levende geslacht van de familie Ochotonidae en behoren tot de haasachtigen (Lagomorpha). Ze lijken enigszins op lemmingen of marmotten. Het geslacht Ochotona bestaat uit 34 soorten. Het verwante geslacht Prolagus is in het Holoceen uitgestorven.

## Kenmerken
Het dier heeft een donkerbruine tot donkergrijze vacht van licht zandkleurig tot asgrijs. De lichaamslengte varieert van 15 tot 30 cm. Ze hebben korte, brede oren. Ze hebben zeer kleine ledematen en een rond lichaam met een stevige vacht. Ze verzamelen voedsel voor in hun hol, waarin zij alleen de winter doorbrengen. Ze onderhouden wel contact met hun buren, om hen te kunnen waarschuwen voor roofdieren. Ze danken hun naam aan de hoge tonen die ze als waarschuwings- en herkenningssignaal kunnen uitstoten.

## Verspreiding
Fluithazen leven zowel in bergland (in de Himalaya tot op 6000 meter, als in wouden en steppen van Azië en Noord-Amerika. Ook in Europa waren voorheen meerdere soorten inheems, het verspreidingsgebied strekte zich uit tot in Engeland. Alleen de dwergfluithaas komt nog voor in Oost-Europa.

## Voedsel
Pika's eten net als andere haasachtigen planten en plantendelen zoals grassen, kruiden, plantenstengels, zaden, mossen, wortels en schors. Ze verzamelen in de herfst voedsel zoals hooi en twijgjes in hun hol voor gebruik gedurende het koude seizoen. Fluithazen in Alaska bewaren ook dode dieren voor voedsel in de winter. De dieren eten verder van hun eigen ontlasting, omdat die nog voedingswaarde heeft.

## Taxonomie
Er worden 34 soorten in dit geslacht geplaatst:
- Geslacht: Ochotona (Fluithazen of Pika's) (34 soorten)
  - Ondergeslacht: Alienauroa (4 soorten)
    - Soort: Ochotona flatcalvariam
    - Soort: Ochotona huanglongensis
    - Soort: Ochotona sacraria
    - Soort: Ochotona syrinx

  - Ondergeslacht: Conothoa (10 soorten)
    - Soort: Ochotona erythrotis
    - Soort: Ochotona forresti
    - Soort: Ochotona iliensis
    - Soort: Ochotona koslowi
    - Soort: Ochotona ladacensis
    - Soort: Ochotona macrotis – Grootoorfluithaas
    - Soort: Ochotona roylii – Himalayafluithaas of Royle's fluithaas
    - Soort: Ochotona rufescens – Perzische fluithaas
    - Soort: Ochotona rutila – Rode fluithaas
    -  Soort: Ochotona vizier

  - Ondergeslacht: Lagotona (1 soort)
    -  Soort: Ochotona pusilla – Dwergfluithaas

  - Ondergeslacht: Ochotona (8 soorten)
    - Soort: Ochotona cansus
    - Soort: Ochotona curzoniae – Zwartlipfluithaas
    - Soort: Ochotona dauurica – Daurische fluithaas
    - Soort: Ochotona nubrica
    - Soort: Ochotona qionglaiensis
    - Soort: Ochotona sikimaria
    - Soort: Ochotona thibetana – Tibetaanse fluithaas
    -  Soort: Ochotona thomasi

  -  Ondergeslacht: Pika (11 soorten)
    - Soort: Ochotona alpina – Altaifluithaas
    - Soort: Ochotona argentata
    - Soort: Ochotona collaris – Alaskafluithaas
    - Soort: Ochotona coreana
    - Soort: Ochotona hoffmanni
    - Soort: Ochotona hyperborea – Noordelijke fluithaas
    - Soort: Ochotona mantchurica
    - Soort: Ochotona opaca
    - Soort: Ochotona pallasii – Mongoolse fluithaas
    - Soort: Ochotona princeps – Noord-Amerikaanse fluithaas
    -  Soort: Oochtona turuchanensis

Altaifluithaas (O. alpina) · Ochotona argentata · Ochotona cansus · Alaskafluithaas (O. collaris) · Ochotona coreana · Zwartlipfluithaas (O. curzoniae) · Daurische fluithaas (O. dauurica) · Chinese rode fluithaas (O. erythrotis) · Ochotona flatcalvariam · Forrest's fluithaas (O. forresti) · Ochotona hoffmanni · Ochotona huanglongensis · Noordelijke fluithaas (O. hyperborea) · Ili fluithaas (O. iliensis) · Koslov's fluithaas (O. koslowi) · Ladak fluithaas (O. ladacensis) · Grootoorfluithaas (O. macrotis) · Ochotona mantchurica · Ochotona nubrica · Ochotona opaca · Mongoolse fluithaas (O. pallasi) · Noord-Amerikaanse fluithaas (O. princeps) · Dwergfluithaas (O. pusilla) · Ochotona qionglaiensis · Himalayafluithaas (O. roylei) · Perzische fluithaas (O. rufescens) · Rode fluithaas (O. rutila) · Ochotona sacraria · Ochotona sikimaria · Ochotona syrinx · Tibetaanse fluithaas (O. thibetana) · Ochotona thomasi · Ochotona turuchanensis · Ochotona vizier